# 望遠鏡座PW
望遠鏡座PW，又名CD-4513296，HD 183806、SAO 229741、HR 7416，是望遠鏡座的一颗恒星，视星等为5.61，位于銀經353.26，銀緯-25.97，其B1900.0坐标为赤經19h 26m 9.2s，赤緯-45° -25.97′ 1″。